# MDQ para todo el mundo
MDQ para todo el mundo, o simplemente llamado MDQ y anteriormente llamado MDQ Surf, es un programa de televisión argentino de viajes conducido por los hermanos Eugenio y Sebastián "Culini" Weinbaum desde 1989.

## Famosos invitados
El programa hace ya algunos años suele traer a famosos argentinos para participar en pequeñas historias con Eugenio y Culini. Actores, conductores, cantantes, modelos o personajes de la farándula argentina participaron en ella, y algunos de ellos son:
- Facundo Arana
- Ingrid Grudke
- Carlitos Balá
- Luciano Castro
- Guillermo Francella
- Enrique Pinti
- Coco Sily
- Miguel Ángel Rodríguez
- Diego Peretti
- Luciano Pereyra
- Piñón Fijo
- Nicolás Vázquez
- Hugo Varela
- Darío Lopilato
- Rubén Rada
- Pablo Codevila
- Adrián Suar
- Valeria Lynch
- Ricky Maravilla
- La Mosca
- La Mona Jiménez
- Rodrigo de la Serna
- Andy Kusnetzoff
- Los Auténticos Decadentes
- Catherine Fulop
- Ráfaga
- Fernando Burlando